# Мухиддин Яссин
Мухиддин бин Мохаммад Яссин (малайск. Muhyiddin bin Muhammad Yassin; род. 15 мая 1947, Муар, Малайский Союз) — малайзийский государственный и политический деятель. Премьер-министр Малайзии (2020—2021).

## Краткая биография
В 1971 году окончил Университет Малайя. Член парламента с 1978 года. Работал на различных должностях в аппарате правительства штата Джохор и федерального правительства (в 1981 году — парламентский секретарь по иностранным делам, в 1982 году — заместитель министра по делам федеральных территорий). В 1982 году стал главным министром штата Джохор, в 1995 — министром по делам молодежи и спорта, в 1999 году — министром внутренней торговли, в 2004 году — министром сельского хозяйства. С апреля 2009 года — заместитель премьер-министра и по совместительству министр образования, заместитель президента Объединённой малайской национальной организации. С его именем связана отмена непопулярного решения о преподавании основ наук и математики в начальной школе на английском языке, принятого в последний год премьерства Махатхира Мохамада. В 2014—2015 годах являлся патроном Международного совета по малайскому языку.
Был снят со своего поста 27 июля 2015 года за несогласие с политикой премьер-министра и перешёл в стан оппозиции. После победы оппозиционного альянса «Надежда» на всеобщих выборах 9 мая 2018 года занял пост министра внутренних дел. В конце февраля 2020 года действующий премьер-министр подал в отставку, и 29 февраля Мухиддин Яссин возглавил правительство страны.
В начале августа 2021 года стало известно, что Мухиддин Яссин потерял поддержку большинства в парламенте после того, как часть депутатов крупнейшей в стране Объединенной малайской национальной организации (ОМНО новая) выразила недоверие правительству. Мухиддин в течение двух недель пытался достичь компромисса с оппозиционными партиями, представленными в парламенте, однако ему это сделать не удалось и 16 августа 2021 года он объявил о своей отставке.

## Родители и семья
Отец: Мухаммад Яссин — бугиец по происхождению, известный мусульманский теолог; мать: Хадиджах Кассим — яванка. Жена: Нурайни Абдул Рахман; четверо детей.

## Награды
- Медаль Султана Ибрагима (1974)
- Орден Султана Ибрагима (1979)
- Орден «За верность Короне Джохора» (1980)
- Орден «Верный рыцарь Короны» и титул Тан Сри (1988)
- Орден «Коммодор-защитник Короны Джохора» и титул Дато (1991)
- Орден «Коммодор-защитник Короны Перлиса» и титул Дато Сри (2007)
- Специальный приз Всемирного экономического форума Китая (2012)
- Почётная медаль Противопожарной и спасательной службы Малайзии (2014)